# 라우리츠 툭센

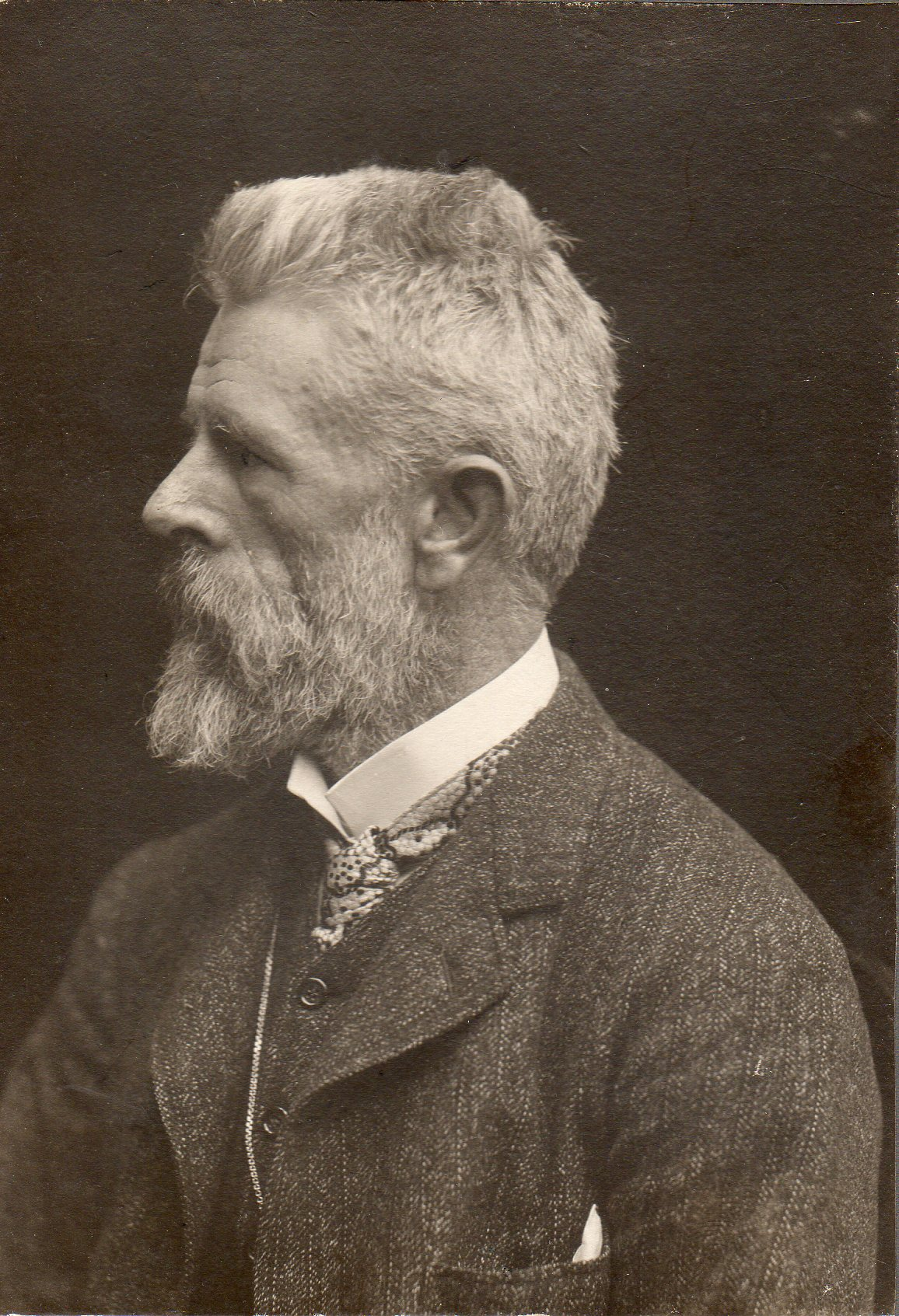
라우리츠 툭센

라우리츠 툭센(덴마크어: Laurits Tuxen, 1853년 12월 9일 코펜하겐 ~ 1927년 11월 21일 코펜하겐)은 덴마크의 화가이다.
코펜하겐 출신이며 덴마크 왕립 미술 아카데미에서 페데르 세베린 크뢰위에르와 함께 미술 교육을 받았다. 1870년에는 윌란반도 북부에 위치한 예술가들의 집단 거주 구역인 스카겐(Skagen)을 방문했다. 1880년대와 1890년대 사이에 유럽 각지를 순회하면서 덴마크의 크리스티안 9세 국왕, 영국의 빅토리아 여왕, 러시아 제국의 니콜라이 2세 황제를 포함한 유럽의 왕족들을 소재로 한 인물화, 초상화를 제작했다.